# Olivia Ong
Olivia Ong  (chino simplificado, 王俪婷, chino tradicional, 王儷婷, pinyin, Wáng Lìtíng, japonés, オリビア・オン; Singapur, 2 de octubre de 1985 es una cantante de origen singapurense, capaz de interpretar en inglés, japonés y en menor medida en  mandarín y cantonés. Al igual que la también cantante Seiko Matsuda, ganó un concurso de canto y fue fichada por la compañía discográfica S2S Pte Ltd con 15 años.
Tras superar los exámenes de educación general en Singapur, se mudó a Japón donde con otras dos cantantes singapurenses formó el grupo de J-pop, Mirai. Su canción, "Open Up Your Mind", fue una de las canciones del anime Gensomaden Saiyuki. En 2009, Ong firmó con la compañía taiwanesa HIM Music con la que consiguió mucho éxito en su país natal. También actuó en la película It's a Great, Great World (大世界) y ganó el Singapore Hit Awards 2011 como mejor artista local. 

## Discografía
- A Girl Meets Bossanova, 2005
- Precious Stones, 2005
- Tamarillo, 2006
- A Girl Meets Bossanova 2, 2006
- Fall In Love With, 2007
- Touch in the Sky, 2007
- Kiss in the Air, 2008
- Best of Olivia, 2008
- Olivia , 2010
- 夏夜晚風Live影音專輯, 2010
- Just For You, 2010
- Romance, 2011

- Datos: Q707223
- Multimedia: Olivia Ong / Q707223